# 延長石油國際
延長石油國際有限公司，簡稱延長石油國際（英語：Yanchang Petroleum International Limited，港交所：0346），於2004年11月19日，由聯大集團有限公司換取上市而來，前身為「明倫集團（香港）有限公司」、「中聯石油化工國際有限公司」，以及「中聯能源投資集團有限公司」，現時為陝西延長石油（集團）有限責任公司旗下。
主席為張愷顒，總裁為任雁生。主要業務為從事石油、天然氣及能源相關業務之投資，石油及天然氣之勘探及營運，以及燃油之買賣及分銷。地區包括馬達加斯加共和國，以及中國河南，也就是旗下「馬達加斯加能源國際有限公司」、「馬達加斯加石油國際有限公司」，以及「河南延長石油銷售有限公司」。
總部位於香港金鐘金鐘道88號太古廣場1座15樓1512室。

## 連結
- yanchangpetroleum.com